# Barcelonnette

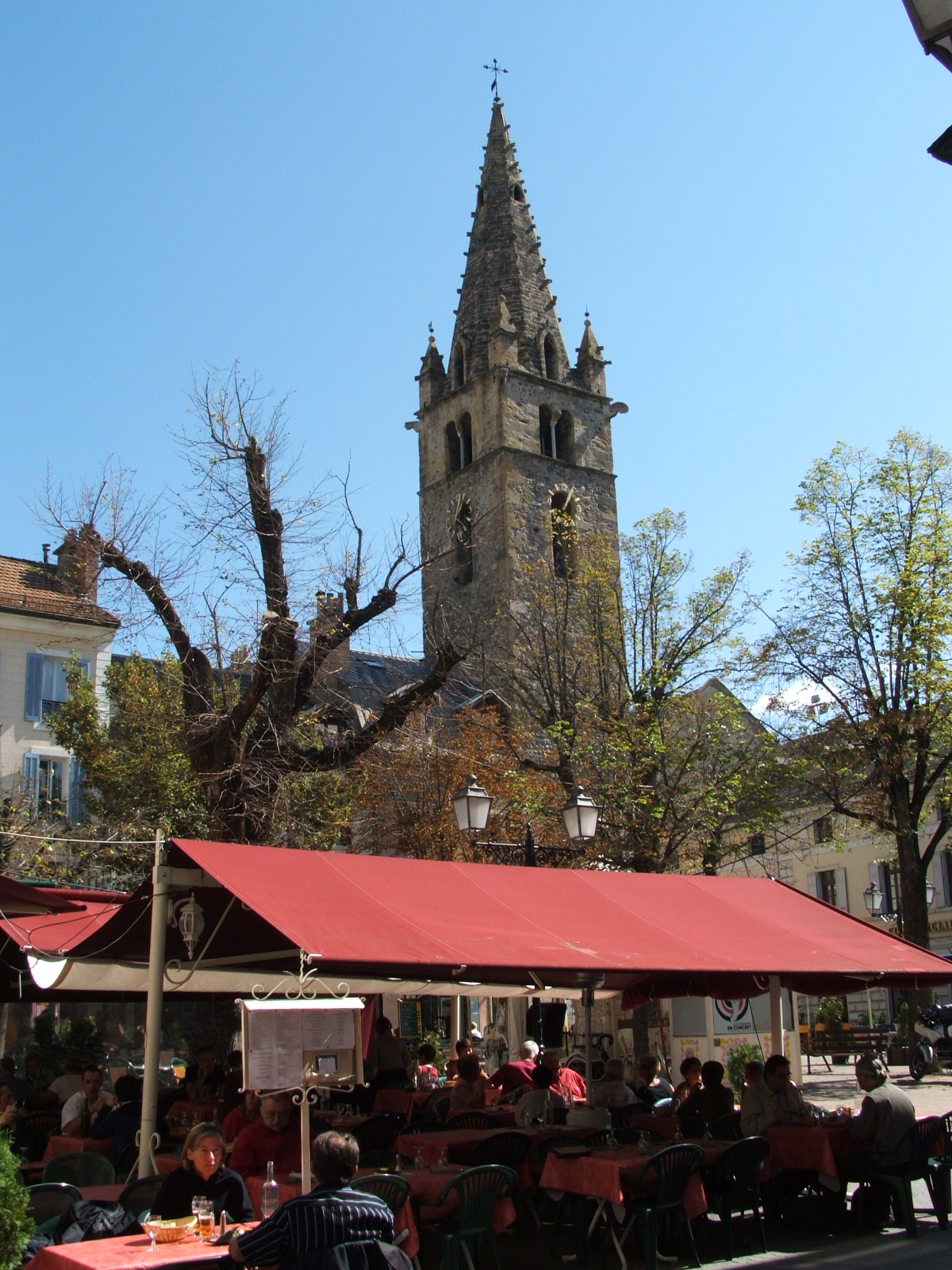
Barcelonnette
Place Manuel

Barcelonnette – miejscowość i gmina we Francji, w regionie Prowansja-Alpy-Lazurowe Wybrzeże, w departamencie Alpy Górnej Prowansji.

## Demografia
Według danych na rok 1990 gminę zamieszkiwało 2976 osób, a gęstość zaludnienia wynosiła 181 osób/km². W styczniu 2015 r. Barcelonnette zamieszkiwało 2861 osób, przy gęstości zaludnienia wynoszącej 174 osoby/km².

## Katastrofa lotnicza w Barcelonnette
Dnia 24 marca 2015 roku w pobliżu tej miejscowości miała miejsce katastrofa lotnicza samolotu Airbus A320 linii Germanwings. Zginęli wszyscy pasażerowie wraz z załogą – 144 pasażerów i 6 członków załogi.